# Графіті

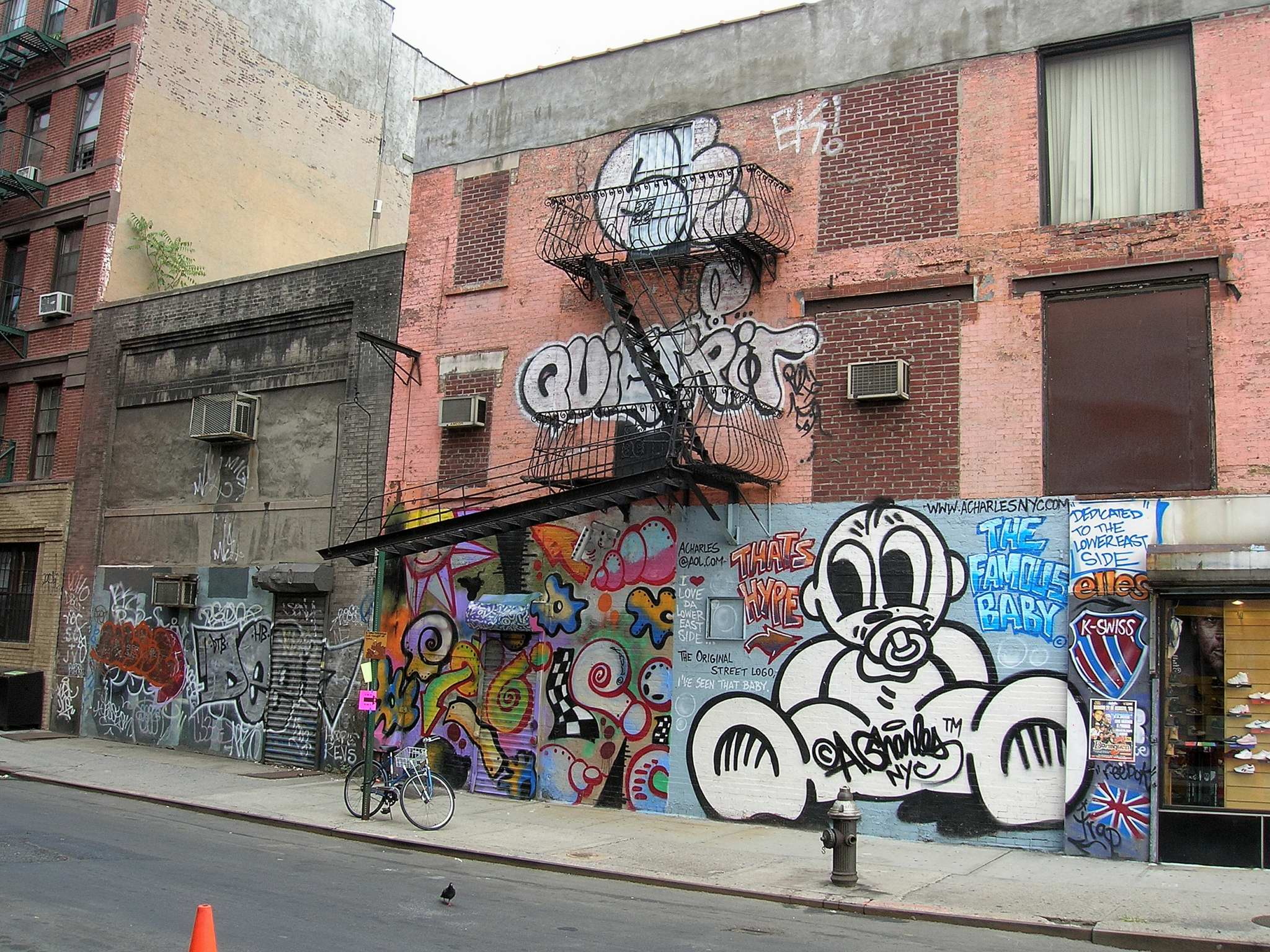
Графіті в Нью-Йорку

Графіті в Бутишевому провулку в Києві

Графі́ті (італ. graffiti, що походить від grafficare — «дряпати», дослівно «надряпані») — спершу так називали одну з технік настінного малярства. Пізніше,цим словом скористалися археологи, використовуючи його як загальний термін на означення всіх видів випадкових написів і малюнків на стінах будинків (див., наприклад: Blume 1985, 137). Нині це поняття розширило свої межі, під графіті розуміють будь-які неофіційні публічні тексти, разом зі сучасними. Та більше, саме сучасні привертають увагу вчених і журналістів, тому в свідомості людини нашого часу зі словом графіті асоціюється передусім добре відомий їй розпис будинків, прогонів на поверхах, ліфтів, вбиралень тощо.

## Історія
Графіті — явище надзвичайно давнє. Графіті зустрічаються археологами в багатьох культурах різних епох та континентів. Історичні графіті по суті є лінгвістичними і геометричними образами, де лінії означають послідовність букв і слів, які утворюють смисловий зміст.

### Античність
Стіни античних міст, що збереглися, були вкриті написами. Одна із найвідоміших колекцій античних графіті знайдена під час розкопок Помпеї. Мешканці Помпеї так само, як і наші сучасники, писали про любов, секс, політику, висловлювали свої симпатії і неприязнь чи просто мережали міські стіни своїми іменами, часом навіть вульгарними. Графіті Помпеї стали для дослідників свідченням про культуру і побут античності. 

 Приклади помпейськпих графіті:
- Поблизу воріт Везувія: «Маркус кохає Спендузу».
- Вулиця Театрів: «З моєї крамниці зник мідяний горщик. Будь-кому, хто його верне, я пожертвую 65 сестерціїв».
- На стіні будинку Геркулуса і Нессуса: «Пам'ятай: допоки ти живий, ненависна смерть наступає».[3]

Судячи з написів, які знайденні на стінах міста, графіті часто відігравали роль дошки оголошень, та є певною предтечею сучасних інтернет-блогів та форумів. На одній із стін знайдено «приватний чат» коли чоловік під ніком «Другий» (лат. Secundus) та жінка «Перша» (лат. Prima), обмінювалися послідовно романтичними написами: «Секундус» вітає свою Приму, там де вона є. Я питаю чи кохаєш ти мене?
Графіті Алексамена, розташоване в будівлі колишнього імператорського палацу в Римі, є найранішим прикладом зображення розп'яття, причому карикатурним.

### Середньовіччя

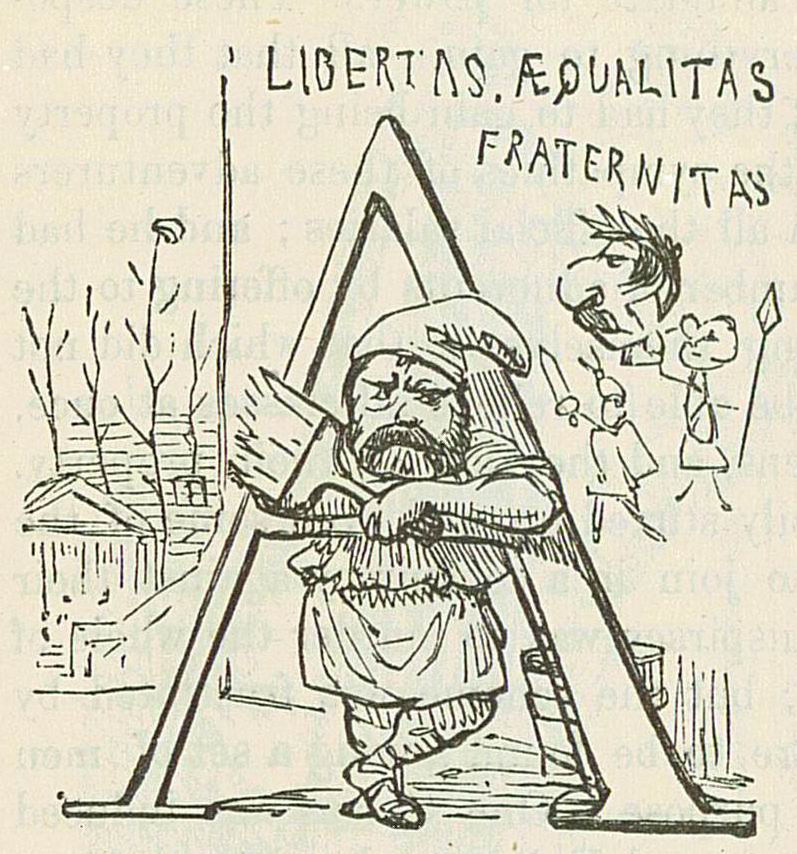
Графітчик. Обкладинка книги

Археологічні й письмові джерела, що підтверджують руські графіті, також мають давню історію. Сотні графіті XI—XIII ст. знайдено у Софійському соборі Києва й Софійському соборі Новгорода, а також в інших руських храмах. Графіті на церковних стінах мають переважно релігійний зміст: це прохання про допомогу, молитви й хрести, прокляття, повідомлення про смерть можновладців та про їхні негідні вчинки. Попри те, можна натрапити на цілком світські написи: „У Гнілка тухлі зуби“ (руське „У Гнилку зуби тухоли“).

### Новий час
Перша відома нам згадка про руські графіті в літературі належить до кінця XVIII ст.;

## Слово Графіті

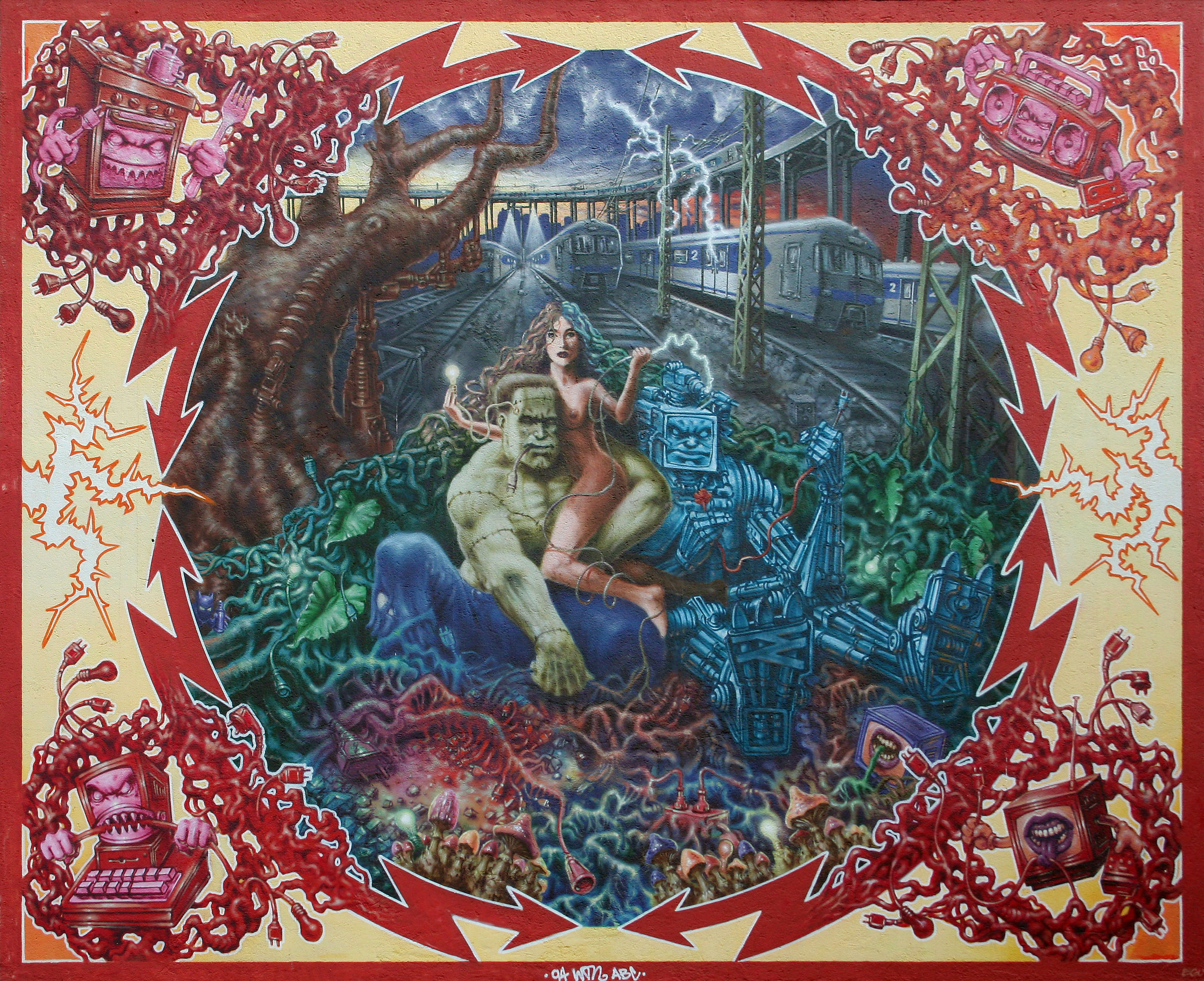
Графіті в місті Мюнхен

Одне з визначень терміну „графіті“ у його сучасному значенні міститься у „Словнику простих форм“ Вальтера Коха:
 „Випадкові, тобто небажані й неофіційні, написи і знаки в громадських місцях разом із громадськими вбиральнями, рекламними оголошеннями й дорожними знаками, роздягальнями, в'язничними камерами, вокзальними холами, залами для чекання, автобусними й трамвайними зупинками, телефонними будками, ліфтами, деревами й лавками, шкільними меблями, пам'ятниками, стінами будинків, стовпами й балюстрадами залізничних, автодорожних і річкових мостів, внутрішніми й зовнішніми стінами автобусів та потягів. Написаними можуть бути малюнки, символи, поодинокі слова й імена, фрази, речення, вірші, діялоги, вислови. Використовується будь-який інструмент, що залишає слід на поверхні: крейда, олівець, ручка, маркер, фарба в аерозолі, кольорова крейда, ніж, палка.“ [Koch 1994, 111]. 
Це визначення, з одного боку, намагається описати графіті у всіх його виявах. З іншого — це не більше, ніж емпіричний перелік, який не претендує на концептуальне визначення графіті як явища культури. Знайти загальний підхід для опису сучасних міських графіті виявилося несподівано важким завданням, оскільки це явище об'єднало безліч форм, які вивчають у рамках різних наукових дисциплін і в різних контекстах.
За останні чотири десятиліття про сучасні графіті написано сотні праць. Декілька років тому це явище почали активно фіксувати й осмислювати російські вчені, але на цей момент кількість українських наукових статей і публікацій про графіті не перевищує десяти1. Перш ніж перейти до подання й аналізу сучасного українського матеріалу, ми підсумуємо головні результати вивчення графіті в історичному й типологічному аспектах, переважно спираючись на відомі нам західні дослідження.

Розмальована вантажівка. Париж

Я. Оледзкі бачить корені сучасних польських міських графіті в традиційній обрядовості „Срюдпосця“. У середині Великого посту в Польщі існувала традиція малювати на будинках неодружених панн — „крацокуф“ — людей з виразними ознаками чоловічої статі. Автор зокрема базує свої висновки на подібності крацоків і силуетів, які малювали зверху на лозунгах „Солідарности“, переробляючи букви в людей. Саме карнавальна природа жанру дозволяє дослідникові пов'язати графіті і ритуальний хаос у період Великого посту, коли така поведінка суперечила заборонам та приписам Католицької Церкви [Oledzki 1990].
У нову стадію розвитку графіті ввійшли в другій половині XX ст. Дослідники відзначають два фактори, які мали вирішальне значення для виникнення нових форм на базі традиційних. По-перше, поява фарби в аерозолі і, по-друге, експансія молодіжної культури в 1950-1960-х роках у США і Західній Європі, що сприяло різкому підвищенню кількости графіті і появі написів та зображень в якісно новому вигляді.
Одним з основних різновидів графіті нового покоління є графіті молодіжних субкультур. Важлива відмінність між традиційними (старими) й субкультурними графіті — ступінь доступности змісту тих і тих для стороннього глядача. Графіті субкультури, які доступні для споглядання кожному, хто проходить повз, залишаються, попри те, закритим для непосвячених каналом комунікації. Поява таких езотеричних символів на стінах російських міст зафіксував Д. Бушнел, який збирав графіті в Москві і в низці інших радянських міст у 1983 р. На думку дослідника, першими знаками нової ери графіті були емблеми футбольних клубів „Спартак“ і ЦСКА, що з'явилися на стінах Москви в 1977-1978 рр., і поширені дещо пізніше назви всіляких рок-груп, які до 1988 р. стали передовим жанром субкультурних графіті. На початку 1980-х для споглядання суспільства стає доступним також графіті російських пацифістів, панків, гіпі, фашистів й інших угруповань альтернативної культури.

## Сучасне графіті в Україні
Графіті в сучасній Україні, тобто розписи міських будинків, за деякими спостереженнями, існують з кінця 1990-х. Школа в Україні є у м. Тернопіль а також у Львові.

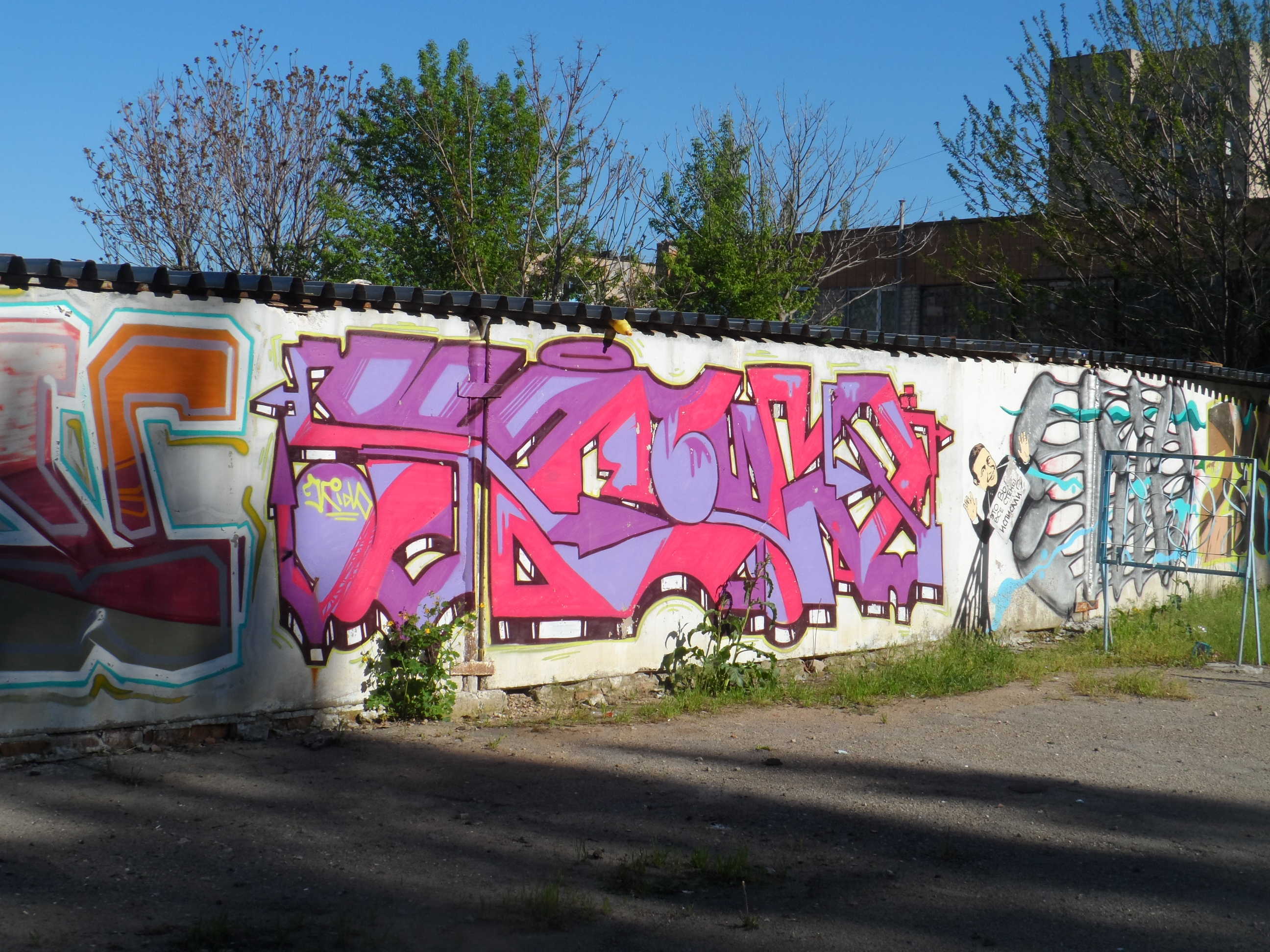

Протистояння офіційних інститутів і виконавців графіті існувало сторіччями і стосувалося давніх написів не менше, ніж сучасних. Сьогодні вже не потрібно доводити, що стародавні графіті Софійського собору в Києві — не нікчемне забруднення стін, а пам'ятник історії, складова частина культури, об'єкт дослідження багатьох соціогуманітарних областей науки. Вивченням руських графіті займаються мовознавці, історики, археологи. Стародавні графіті — важлива складової слов'янської епіграфіки і культурології. Роботи Б.Рибакова, С.Висоцького, О.Мединцевої, Б.Суслова, Б.Щепкіна й інших дослідників присвячені різним аспектам вивчення стародавніх графіті. Кожний з них обґрунтовано доводить, що графіті є цінним матеріалом для вивчення мови, культури, соціальної ієрархії, народного розмовного стилю, відносини до релігії населення Русі. Б.Рибаков, характеризуючи значимість стародавніх графіті, писав: „Графіті на стінах давніх будинків — важлива складова частина епіграфіки… Епіграфічний запис — це живий голос давньоруського мешканця“ Як свідчать найстародавніші графіті, указ Володимира порушували люди різних професій, соціальних шарів, світські особи і диякони. Численні написи на стінах Софії Київської та інших будівель стародавнього Києва, датовані 11-13 ст. мають два десятки граматичних ознак сучасної української мови. В історичних написах відчувається прагнення людини до діалогу з Богом, і в боротьбі за право на цей діалог порушувалися державні і церковні закони. Цікаво, що сучасні українські графіті, наприклад, в Харкові і Києві майже не містять згадувань про Бога, не виконуються на стінах церков, і релігійна тематика зовсім не домінує в них (хоча у Львові були зафіксовані малюнки і написи на стінах соборів). О другій половині 2010-х поширення набули графіті наркодилерів.

## Семантика і антропологія графіті

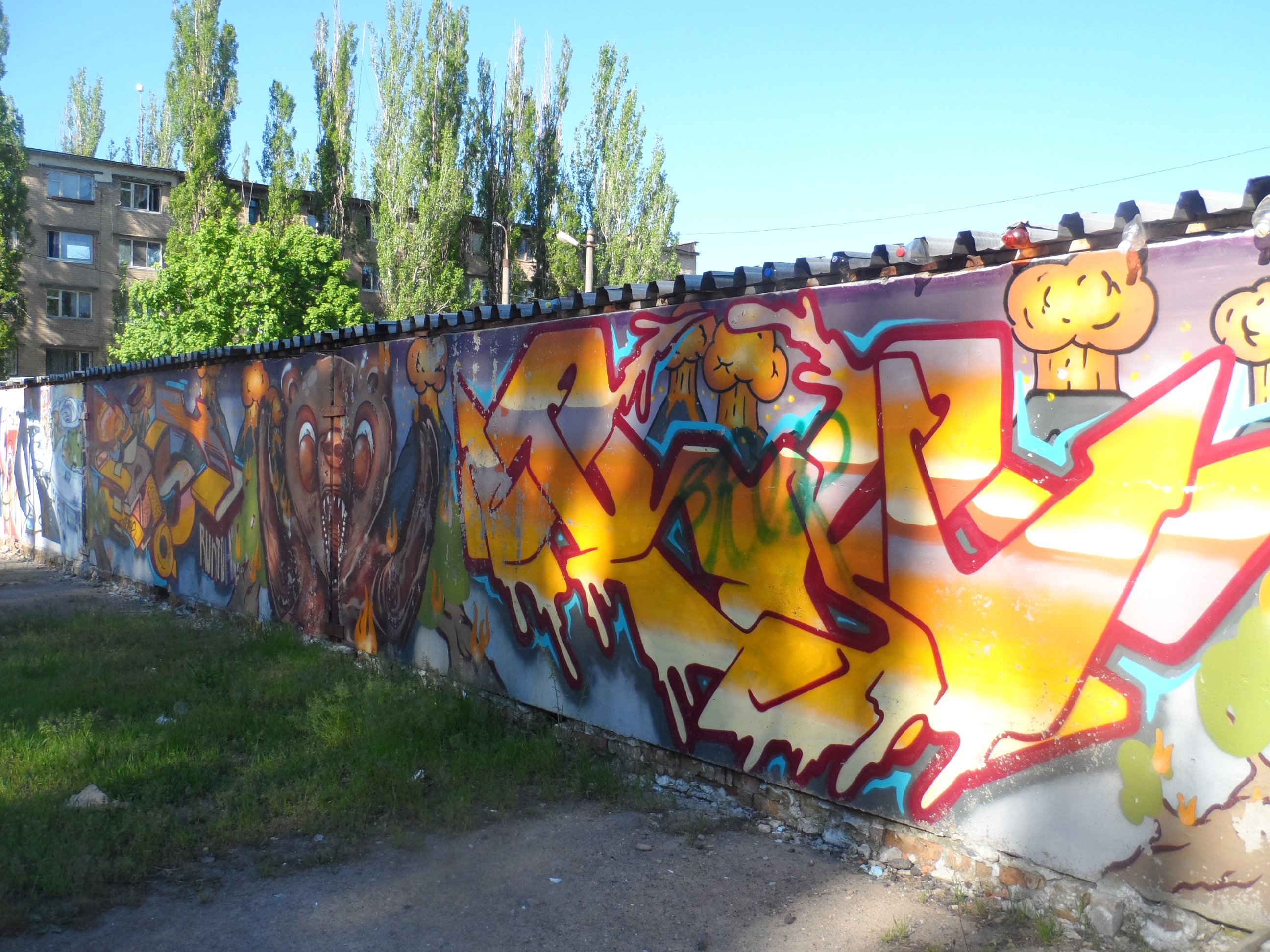

Тематика сучасних графіті набагато різноманітніша, але провідною функцією їх донині залишається прагнення до діалогу, комунікації в рамках визначеної соціальної групи.
Історична роль стародавніх графіті-автографів досить вагома, оскільки саме завдяки їм можна установити соціальний статус тих, хто їх писав, рівень розвитку писемності в суспільстві на визначеному історичному етапі. Нам поталанило — стародавні графіті збереглися, незважаючи на час, а також негативне ставлення до них. Однак збереглися вони насамперед завдяки тому, що техніка написання і місце виконання (культові спорудження, стіни церков і монастирів) природно сприяли цьому.
Графіті — це насамперед закодований текст, символіка якого відбиває визначені події культурного, політичного або громадського життя соціуму, членами якого є його виконавці. Саме контекст розкриває основний зміст того, про що говориться в конкретному графіті, підкреслюючи приналежність одиничного до загальної традиції. Так, винятково в контексті політичних подій кінця 1980-х — початку 1990-х років в Україні можна пояснити існування безлічі написів: „СРСР — так“, „СРСР — ні“, „Україна — уперед“, а також малюнків з перекресленою радянською символікою. Ці написи дозволяють простежити реакцію на ті або інші політичні події не тільки локального, але й світового масштабу (війна в Іраку, наприклад, одержала відображення на стінах міста; у 2003—2004 роках зафіксована значну кількість написів і малюнків, присвячених цій тематиці, — від тривіальних до складних малюнків і трафаретів, автори яких є як прихильниками, так і супротивниками війни.
Отже, нерозривність з культурним контекстом і символістику складають головні ознаки графіті як явища традиційної культури, тому для його розуміння і тлумачення насамперед необхідно знати соціальне тло, що ховається за конкретним написом або малюнком. Неможливо порівнювати історичні графіті Софії Київської, написи на вулицях сучасного Харкова і малюнки на вулицях Тулузи або Чикаго. Єдине, що їх поєднує, — це спонтанність і неофіційність виникнення і визначена асоціальність характеру побутування, пов'язана, по-перше, з тим, що графіті — візуальне мистецтво, а по-друге, з елементом примусовості, властивим цьому напівлегальному, за природою, явищу.
Графіті, як знакова система, містить семіотичний ряд, у якому закодована інформація не тільки про історію самого візерунка або напису, але і про історію і традиції соціумів, у яких ці графіті існують нині або існували колись. Запозичені з інших культур знаки і символи втрачають у новому оточенні комплекс первинних значень і здобувають нові. Ця риса є визначальною для розгляду сучасних графіті, оскільки значна їхня частина, особливо графіті, виконані у формах „masterpiece“ і „wildstyle“ (дикий стиль), існують як система з вторинним семіотичним значенням.
Складність і багаторівневість компонентів, що беруть участь у текстовій взаємодії, приводять до непередбачуваности трансформації, якій піддається текст. Однак трансформується не тільки він — змінюється вся семіотична ситуація… Уведення чужого семіосизу, що перебуває в стані неперекладности, приводить його в стан порушення… Текст, виведений зі стану семіотичної рівноваги, утрачає здатність до саморозвитку. Могутні зовнішні текстові вторгнення в культуру, розглянуту як великий текст, не тільки обумовлюють адаптацію зовнішніх повідомлень і введення їх у пам'ять культури, але й послуговують стимулами її саморозвитку, що приводить до непередбачених результатів». Таким чином, культура «балонів», з її символікою й атрибутикою, упродовж останнього десятиліття охопила українські стіни і сьогодні вже є складовою міської традиції, носіями якої, як правило, виступають підлітки. От чому поряд із традиційними для нашої культури написами: «Андрій — лох», «Гашиш не переможе», «Хто курить план, той не наркоман», «Я люблю Оксану» і т. ін., а також загальновідомими символами анархії, миру або наркотиків, фашистською символікою й ін. з'являються зовсім незрозумілі на перший погляд малюнки, написи і візерунки, процес адаптації яких активізується на сучасному етапі. Наприклад, написи:
«Black graffiti are best» і «White power».
У цьому ж ряду — зображення темношкірого підлітка (виконавця репу або представника кримінальних угруповань) і символіка скінхедів. У наданому прикладі перше служить «візитівкою» чорношкірих підлітків Північної Америки, друге — представників Ку-клукс-клану. Пояснити запозичення саме цих образів і символів, виходячи з етнічного, політичного, соціального або культурологічного аспекту питання, украй складно. Беззаперечним є той факт, що жодне з цих повідомлень не несе свого первинного значення і на київських парканах наповняється новими змістом і семантикою. Виконавець графіті найчастіше не віддає собі звіту в тім, що стоїть за кожним з відтворених ним знаків. Точніше, йому зрозумілі лише деякі значення цих символів, оскільки, як зауважував Р.Барт: «Будь-яке зображення полісемічне… читач може сконцентруватися на виразніших і не звернути ніякої уваги на інші. Нерідко адаптовані образи-символи і знаки-символи служать для виконавця і його аудиторії „повідомленням без коду“, коли образ сприймається винятково як „іконічне“ зображення».
Колективність графіті сприяє їхньому народженню, побутуванню і зникненню, оскільки боротьба з графіті — лише складова колективної форми їхнього буття. «Боротьба міської влади з вуличним живописом — не прикре непорозуміння, але невід'ємна частина Культури графіті, що з'явилася на світ як crimeart, беззаконне мистецтво, і вже тому не зацікавленої у власному визнанні». У цьому руслі цікаво було б розглянути і взаємини графіті-власність. Не авторське право на графіті, а усвідомлення виконавцями «власності» майна, на якому ці графіті виконуються. Визначені традиції написання графіті формуються під впливом своєрідного розуміння права на власність. З одного боку, колективна природа графіті вимагає визначених «гарантій» і умов існування і розвитку. З іншого боку — асоціяльність самого явища перешкоджає його розвитку, от чому традиційними місцями існування сучасних графіті стають стіни будинків, огорожі, будівлі, які підлітки вважають своєю власністю (школи, дитячі садки і майданчики), тому саме навколо шкіл, у парадних і ліфтах житлових будинків, у дитячих садах (у які підлітки збираються вечорами) і на спортивних і дитячих майданчиках графіті з'являються в найрозвинутіших формах. Зокрема, є у Києві на дитячих майданчиках споруди, цілком перетворені на місця листування підлітків. Наприклад, у парку Калова у Києві (вул. Гончара) донедавна існувало «житло», дах якого місцеві підлітки називали «Penthouse», з відповідною тематикою графічних написів і малюнків. На противагу цьому найменше графіті можна побачити на спорудах, що офіційно належать конкретній особі або організації, особливо на фасадних спорудах міста (банках, магазинах, салонах краси, театрах, кав'ярнях, ресторанах), власники яких піклуються про їхній зовнішній вигляд. Такі споруди можуть «прикрасити» випадкові протест-графіті у формі «tag» або «wildstyle», але тривалість існування фасадних графіті досить обмежена, а можливість виникнення діялогів практично виключена. Місцями розташування комплексних, складних за технікою виконання графіті (зроблених за допомогою балонів у стилях «bubble» (букви намальовані надутими чи двоколірними) і «master-piece») стають важкодоступні місця: дахи будинків і гаражів, каналізації, внутрішні стіни покинутих споруд і будівельних майданчиків і зовнішні стіни жител, розташованих на схилах.
Асоціяльність графіті, їхня протидія «архітектурній картині міста» також впливають на процес локалізації графіті. «У місті, чий вигляд у значній мірі сформований класичною естетикою „сучасного плину“, нічні рейди райтерів були свого роду антипуристськими, барочними диверсіями, що перетворюють одноманітність ландшафту і викликали занепокоєння містян».
Існує специфічний характер анонімности цього роду мистецтва. Окремі графіті, безумовно, мають авторів, однак їхня сутність полягає в анонімності, відсутності якщо не авторства, то авторських прав. Саме цей момент робить їх привабливими для мас, демократичним видом мистецтва. Виходячи з концепції Є.Головахи щодо прагнення сучасної культури і мистецтва до неоанонімности (відповідно до якої в сучасному світі поширюється і панує тенденція до технологізації мистецтва, рівноправности культурного обміну), а авторство у всіх видах мистецтва поступається правами стає несуттєвим, утрачає первинний харизматичний зміст, без впливу духовних учителів чи культових імен, можна припустити, що графіті не тільки не зникнуть зі стін великих міст, але і стануть досить своєчасною формою мистецтва, неоанонімність якого вже зараз є головною умовою природного побутування окремих стилів.
Мистецтво, якого не розумієш, дратує, ще більше дратує елемент насильства, характерний для графіті, що з'являються в публічних місцях (ці стихійні написи і малюнки неможливо не зауважуватити, проходячи вулицями міста). Авторські виставки можна ігнорувати, автора-художника — критикувати, а сам автор може захистити, обґрунтувати вигадливі форми втілення власних думок і бажань, позначених їм як мистецтво. Анонімні і колективні графіті простіше знищити, чим задуматися про причини їхнього виникнення, ролі й місця, які вони займають у культурному і соціальному житті міста і його жителів. Важко визнати мистецтвом те, чого не розумієш. Наприклад, єдиною функцією графіті «wild style» є роздратування, намір спантеличити глядача. Але і цей стиль має знаковий код, символіку, художні форми втілення, традиції побутування, тобто всі риси властиві колективним формам традиційної культури. А призначенням визначених стилів є бажання їхніх авторів спілкуватися винятково в рамках соціально-закритого середовища, звертатися до тих, кому зрозумілі традиційні символи даного стилю.
Одним з найпоширеніших мотивів сучасних графіті в Україні останніх років є зображення темношкірого підлітка, написи типу: «Hip-Hop forever», «Rap is my life», «Eminem is best», а також графіті з англійським словом «crew» (бригада). Ці написи і малюнки прикрашають стіни елітних гімназій, двори гуртожитків, парки, будівельні і дитячі майданчики й інші місця молодіжних тусовок. Вигляд темношкірого підлітка, прикрашений атрибутикою ватажка молодіжних кримінальних угруповань Нью-Йорка, Лос-Анджелеса, інших великих міст Північної і Латинської Америки, став в останні роки найпоширенішим образом сучасних київських графіті. У дослідженні Р.Гастмана «Вільні агенти: історія вашингтонських графіті» (2001), наведена значна колекція вашингтонських графіті останніх десятиліть XX століття. Цікаво, що серед них набагато менше малюнків із зображенням символіки афро-американського гетто, ніж було зафіксовано на київських стінах.
Написи «Hip-Hop — don't stop», «Rap — king of the music», «Black graffiti like this are best», «C2H50H Crew», «RW Crew», «2P Crew», а також малюнки з зображенням темношкірого підлітка являють собою певну тематичну і семантичну єдність. Насамперед, вони репрезентують єдину культурну систему, а саме — музику, традиції, спосіб життя кримінальних підліткових угруповань афро-американських районів великих міст Північної Америки (інакше кажучи, це — субкультура гетто в прямому розумінні цього поняття). Але саме ці символи прикрашають стіни і українських елітних навчальних закладів, вони стали частиною української міської субкультури кінця XX — початку XXI століття.
Традиційними для нашого суспільства завжди були графіті «tags» (найпростіші за способом виконання написи, найчастіше — автографи, у яких автор використовує тільки один колір, а букви і малюнки написані або видряпані на поверхні в один шар). Саме такого роду напису виконували на стінах історичних споруджень упродовж сторіч. Ця традиція зберігалася в радянські часи (про що свідчить студентський, шкільний, тюремний фольклор, а також окремі графіті на зовнішніх стінах), у пострадянський період виникла «традиція балонів» (виконання складних за композицією та кольорною гамою малюнків) і численні стилі виконання настінних малюнків.
Українські графіті останніх десятиліть (посттоталітарних часів) особливо складні, оскільки різноманіття тематики і стилів виконання продиктовано як змінами зовнішнього характеру, так і внутрішнім конфліктом нового покоління. Графіті служить для підлітків шляхом комунікації з зовнішнім світом, світом дорослих, шляхом самоствердження у власному середовищі. Символіка сучасних графіті відбиває реальний зв'язок сучасної молоді зі світом, відбиває вплив реальних і віртуальних кумирів і культів на свідомість підлітків, що є основними виконавцями графіті. Формування власної символіки відбувається на ґрунті світових традицій, запозичених підлітками. Цікаво, що більшість сучасних українських графіті-надписів виконано латиницею, а прихильники реп-культури взагалі спілкуються англійською мовою. За частотою вживання тільки слово «лох» не уступає в текстах графіті символам афро-американської поп-культури. До речі, загадкове «лох» навряд чи не єдине традиційне слово-знак вітчизняних графіті. Гама почуттів, думок, відносин до визначених людей або подій сучасними райтерами виражається найчастіше в короткому «лох»: «Андрій лох», «Ти лох», «Реп лох» тощо.
Вражає діапазон і частота вживання цієї етимологічно не з'ясованої, але образливої характеристики, яким користуються виконавці графіті. А от англомовні запозичення — характерна риса українських графіті початку XXI століття. Наприклад, київські молодіжні угруповання називають себе «crew» — бригада (термін, обраний для себе майже півстоліття назад афро-американськими молодіжними кримінальними структурами; до речі, термін був ними запозичений у свій час в італійської мафії). А сьогодні графіті «crew» уже стали традиційним визначенням молодіжних угруповань. Таким чином, на українських стінах ми бачимо відображення традицій афро-американських гетто. Традиційно в основі «чорних» графіті лежить протест, бажання вирватися з гетто, звернути на себе увага громадськості. Так виникла традиція малювання графіті на поїздах метрополітену Нью-Йорка, Чикаго, Лос-Анджелеса. Це були повідомлення зі світу гетто, адресовані іншому місту. А на початку XXI століття традиція «балонів» знайшла свій шлях з афро-американських гетто Північної Америки до стін київських елітних навчальних закладів. До речі, наявність у районі елітних шкіл і гімназій сприяє росту кількості «осіб» і якості їхнього зображення (на це впливає й економічна сторона проблеми. Підлітки, що мають можливість придбати «балони» і провести якийсь час в Інтернеті, вивчаючи світовий досвід, мають більше технічних можливостей і ідей для відтворення визначених традиційних стилів і образів графіті). Виникає парадоксальна ситуація, при якій анти-культура гетто стає частиною життя української молодіжної еліти. Це нагадує ситуацію з боулінг-клубами, що у Сполучених Штатах вважаються розвагою «низів», а в нас — престижним і дорогим спортом бізнес-еліти. Отже, темношкіра особа на стінах диктує правила гри, усе велика територія нагадує свого роду культурне гетто, із запозиченими ззовні традиціями.
Поняття графіті в сучасній лінгвістиці є невизначеним, що вбирає різні структурно-семантичні типи стійких образних словосполучень.
Цим пояснюється, чому англійські словники включають також обороти явно неприслівного характеру, такі як графіті. Оскільки різні структурно-семантичні типи фразеологічних одиниць вже мають назви, графіті може бути використана лише для одного з них, що ще не має назви, а саме комунікативних фразеологічних одиниць неприслівного характеру, незалежно від того, пов'язані вони з прислів'ями чи ні.
Написи-графіті часто є реченнями. Але в цих розрядів фразеологічних одиниць маються істотні розходження, наприклад, з приказками, у функціональному плані, тому що приказкам не властива директивна, повчально-оцінна функція, а написам у стилі графіті вона часто буває властива. Щодо прислів'їв, то для них характерний більш високий ступінь абстракції, чим для графіті.
Графіті різноманітні за своім змістом й охоплюють усі сторони життя молоді.
За семантичним значенням їх можна поділити на такі групи:
1. Соціальна тематика.
  1. Оцінка соціального статусу, матеріального стану. Наприклад: Down with bankers! Who is bourgeois — that we shall punish! We are poor teenagers.
  2. Вислови щодо міжособистсних взаємин: I am the friend of Paul. Who is not the friend for me, that down with To Negros — fight. Skinheads, forward! Unisex love is a sediment
  3. Графіті, що мають функції оголошень та повідомлень (інформаційні): Dan, we have gone to me. People, we meet tomorrow at 10.00. Here there was Igor. Sasha and Tanya were here. We kissed.
2. Інтимна тематика: I love Lena. Love me, otherwise I shall kill you.
3. Політична тематика: NATO — no. NATO — yes. I wish to return to the USSR. I do not wish to be at war in Iraq.
4. Культурна тематика
  1. Музика: Rap — the best. Dirty rockers, go away. Rock, go away from city. Rap is a sediment.
  2. Молодіжна субкультура: Point of assembly. Crowd, go with me. Our party. Our ghetto. Forward, on a disco.
5. Визначена асоціальна тематика: Drugs will win the world. Marihuana is cool. Long live hashish. I shall kill the Negro. Negros, from city! Homosexuals, prepare for death.

Кожен образ графіті — це знак, навіть графіті-автографи — знаки, адже традиційно підпису під графіті залишали тільки виконавці, чиє ім'я стало символом визначеного стилю або візерунка. Запозичені образи і символи на київських стінах свідчать про бажання виконавців і їхньої аудиторії продемонструвати причетність до традицій іншої культури. Графіті відбивають реальні, а не бажані процеси, що відбуваються у свідомості і духовному житті представника визначеного соціуму.
Активізація написання графіті, популярність нових для нашої культури стилів, використання запозичених знаків і символів — це унікальне свідчення того, що офіційна культурна замкненість сучасної України, бажання визначених кіл шукати зв'язку тільки зі своїм минулим, не впливає на свідомість рядових українців тотально, завжди залишається «вікно», крізь яке можна при бажанні утекти від культурної замкнутості, відчути духовне єднання з представниками інших культур і традицій. Спонтанний розвиток словесної творчості й образів, втілених у графіті, підтверджує наявність міцних зв'язків з міською субкультурою інших країн. Запозичаючи традицію іншомовної, іноетнічної, соціально віддаленої поп-культури, ми як би вибираємося з власного гетто, занурюємося у світ нових символів і образів.
Агресія, спрямована на стіни, краще агресії, спрямованої на людину. До речі, агресії в графіті не більше, ніж любові, будь-яких інших почуттів і набагато менше, ніж в офіційних засобах інформації — газетах, телебаченні. Як форма побутування низової культури графіті культивують цілий ряд традицій визначених міських субкультур. Це в меншій мірі стосується слов'янської культури, ніж, наприклад, традицій великих міст Північної і Південної Америки, де графіті — безумовний елемент кримінального життя міста, знак конкретних підліткових угруповань, символ їхніх територій.
У вивченні графіті перетинаються інтереси кримінологів, культурологів, фольклористів, психологів, соціологів. Світ сучасних графіті — це прояв внутрішнього життя наших сучасників. Це форма існування традиційної субкультури міста, феномен, що нараховує сторіччя, незалежно від нашого до нього ставлення. Сучасні графіті, виконані символіки й атрибутики традиційного характеру, нерідко послуговують візитівкою молодіжних угруповань, а тому заслуговують на увагу дослідників різних галузей. Галузь true street art- новий напрямок графіті, середнє між мозаїками і графіті, їхніми майстрами вважають
Devil's Crue(Nemo One, Toke One, Canet).

## Персоналії
Чи не найвідомішим вуличним художником у світі є британець Бенксі.